# Endeis viridis
Endeis viridis is een zeespin uit de familie Endeidae. De soort behoort tot het geslacht Endeis. Endeis viridis werd in 1976 voor het eerst wetenschappelijk beschreven door Pushkin. 